# 어느 멋진 아침
《어느 멋진 아침》(프랑스어: Un beau matin)은 2022년 개봉한 프랑스, 독일의 드라마 영화이다. 미아 한센뢰베가 감독과 각본을 맡았다. 제75회 칸 영화제(2022년) 감독 주간에서 전 세계 최초로 공개되었다.

## 줄거리
파리에서 번역가로 일하는 미망인 상드라는 어린 딸 린과 함께 살고 있다. 그녀는 인지 능력과 시력에 영향을 미치는 퇴행성 신경 질환인 벤슨 증후군을 앓고 있는 철학 교사 출신의 아버지 조르쥬를 돌보고 있다.
어느 날, 상드라는 공원에서 죽은 남편의 친구인 클레망을 우연히 만난다. 북극 탐험에서 돌아온 기혼의 화학자인 클레망에게 상드라는 호감을 느끼고, 둘은 저녁 식사를 약속한다. 클레망은 자신의 직업에 관심을 보이는 상드라를 실험실에 데려가고, 그곳에서 키스를 나눈 후 불륜 관계를 시작한다.
한편, 조르쥬의 상태는 점점 악화되어 혼자 옷을 입거나 화장실을 사용할 수 없게 되고 환각 증세도 잦아진다. 상드라의 어머니 프랑수아즈는 조르쥬를 간호하다가 이제는 요양원에 보내야 할 때라고 말하고 상드라도 동의한다. 하지만 공립 요양원은 대기 시간이 길고, 사립은 너무 비싸다. 임시로 조르쥬는 병원에 입원하게 되고, 상드라는 아버지의 옛 제자를 만나 그에게 편지를 전달할 수 있게 된다.
조르쥬의 입원 후, 상드라와 가족은 책으로 가득 찬 그의 아파트를 정리한다. 상드라는 몇 권의 책을 가지고 나머지는 아버지의 옛 제자에게 주기로 한다. 병원에서 조르쥬는 끊임없이 오랜 연인 레일라를 찾으며 자신이 어디에 있는지 혼란스러워한다. 조르쥬는 일시적으로 공립 요양원으로 옮겨지지만, 다른 거주자들에 비해 비교적 독립적이라는 이유로 일주일 안에 다른 요양원을 찾아야 한다. 결국 가족들은 사립 요양원에 그를 모시기로 한다.
상드라와 클레망의 관계는 클레망이 아내와 아들을 떠날 용기를 내지 못하고 상드라 역시 그의 정부 역할에 만족하지 못하면서 점차 악화된다. 클레망은 아내 친구들을 마주칠까봐 공원에서 서둘러 도망치기도 한다. 결국 둘은 대화를 나누고, 클레망은 아내와 헤어진 후에 돌아오겠다고 선언한다.
상드라는 집을 정리하다가 조르쥬가 자신의 건강 상태를 기록한 작은 노트와 자서전 초고로 보이는 여러 권의 노트를 발견한다. 크리스마스 저녁 식사 중에 가족에게 이 사실을 알리고, 그 중 한 권의 노트 제목이 독일어로 "An einem schönen Morgen"(어느 멋진 아침)이었다는 것을 밝힌다.
클레망은 결국 결혼 생활을 정리하고 상드라에게 돌아온다. 여름이 오고, 상드라, 린, 클레망은 사립 요양원에 있는 조르쥬를 방문한다. 그들은 이탈리아 여행에 대해 이야기하지만 조르쥬는 여전히 레일라를 찾고, 자신이 왜 그곳에 있는지 모른다. 딸과 손녀도 알아보지 못한다. 상드라 일행은 요양원 사람들이 원을 이루어 노래를 부르는 모임에 참여하게 되고, 모두 함께 'Mon amant de Saint-Jean'을 부른다. 상드라는 감정이 북받쳐 눈물을 흘리고 클레망과 린과 함께 자리를 떠난다.
상드라, 클레망, 린은 사크레쾨르 대성당의 언덕에 오른다. 돔에 도착하자, 그들은 파리 시내를 내려다본다.

## 출연진
- 레아 세두 - 상드라
- 멜빌 푸포 - 클레망
- 파스칼 그레고리 - 게오르크
- 니콜 가르시아 - 프랑수아즈
- 카미유 르방 마르탱 - 린